# Stockholm Konstsim Herr

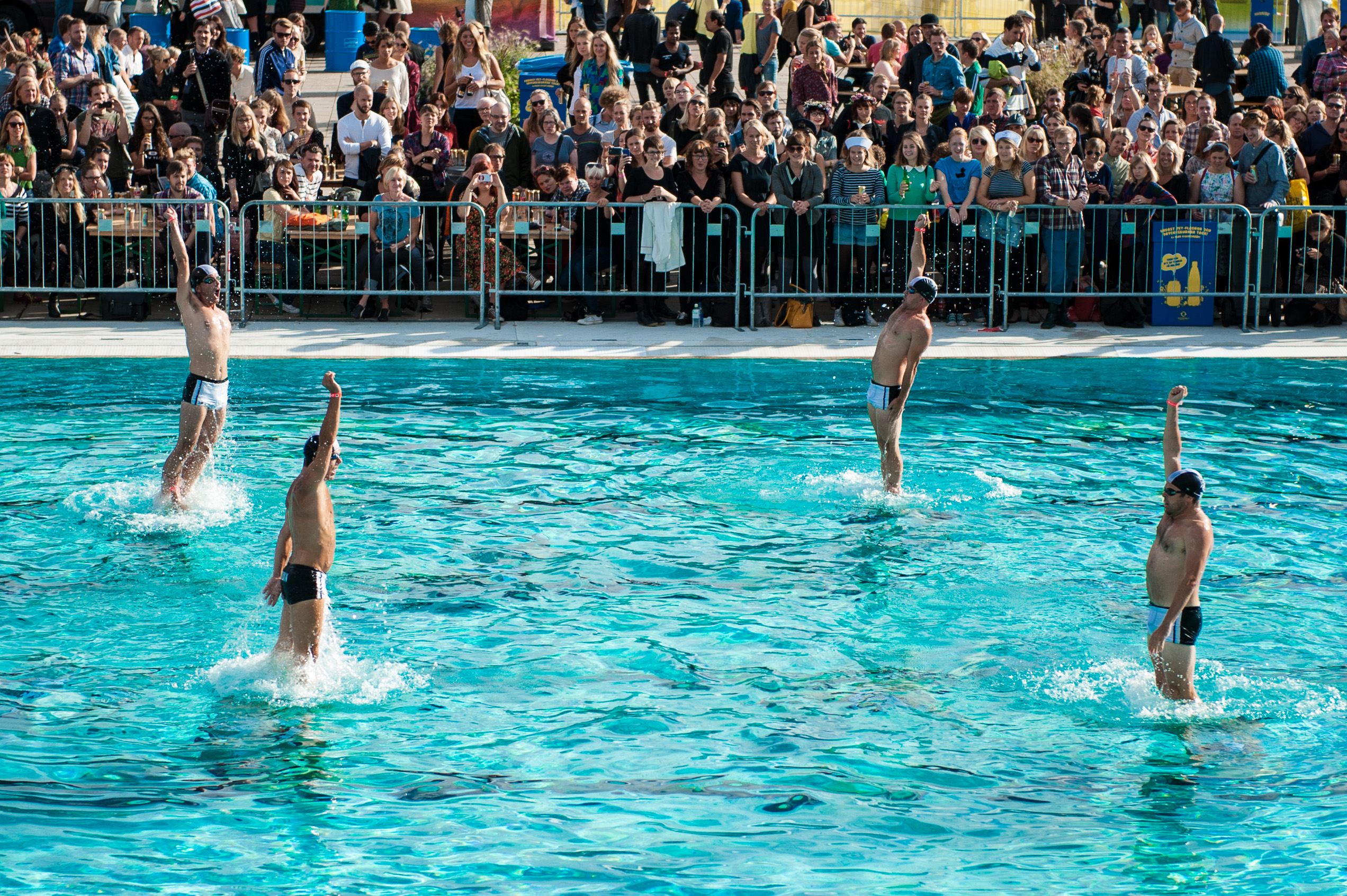
Stockholm Konstsim Herr på Popaganda 2013

Stockholm Konstsim Herr (SKs:H), grundades 2003 och är Sveriges enda konstsimförening för herrar. Föreningen har ett tjugotal medlemmar och vänder sig till män över 40 år. Första uppträdandet gjordes på Hultsfredsfestivalen 2004 och senare samma sommar genomfördes fyra uppvisningar under OS i Aten. 2005 deltog laget i vad som är att betrakta som världens första internationella tävling i konstsim för män. Tävlingarna gick under namnet Men's Cup i Prag, Tjeckien. Laget slutade precis utanför pallen av fyra deltagande lag från Tjeckien, Frankrike, Nederländerna och Sverige. 
2007 arrangerade SKs:H Men's Cup II i Stockholm. Tävlingarna som hölls vid Forsgrénska badet invigdes av Mona Sahlin och var utsålda. Laget ställde denna gång upp i trio och lag och slutade på tredje plats i båda grenarna. Sex nationer deltog under Men's Cup II (Tyskland, Italien, Tjeckien, Frankrike, Nederländerna och Sverige). 2009 gick Men's Cup III i Milano med fler deltagande nationer, bland andra Ukraina och Japan. SKs:H tog överraskande guld i lagsimningen. Vid Men's Cup IV i Amsterdam 2011 lyckades SKs:H mot alla odds försvara sitt lagguld. Detta upprepades i Paris 2013 och SKs:H lyckades även erövra Men's Cup-bucklan för första gången, för bästa manliga lag alla kategorier. 2015 vid tioårsjubileet av Men's Cup, i Prag, där allt började, slutade SKs:H på andra plats efter hemmafavoriterna Krasoplavci.
Stockholm Konstsim Herr började uppmärksammas i media då tv-programmet Kobra följde lagets utveckling i en miniserie under våren 2004. Två dokumentärfilmer har gjorts om laget, Alla vi i köttflotten (2004), om resan till Aten, samt Män som simmar (2010), om lagets utveckling fram till guldet i Milano. SKs:H var även inspiratörer till långfilmen Allt flyter (2008). 
Under december 2011 gick laget utanför sina ramar och satte upp föreställningen Män emellan i samarbete med Dansens hus och i koreografi av Efva Lilja. Under sex kvällar fick publiken se en föreställning där dans, konstsim och performance möttes på Forsgrénska badet i Stockholm.